# Croce inscritta

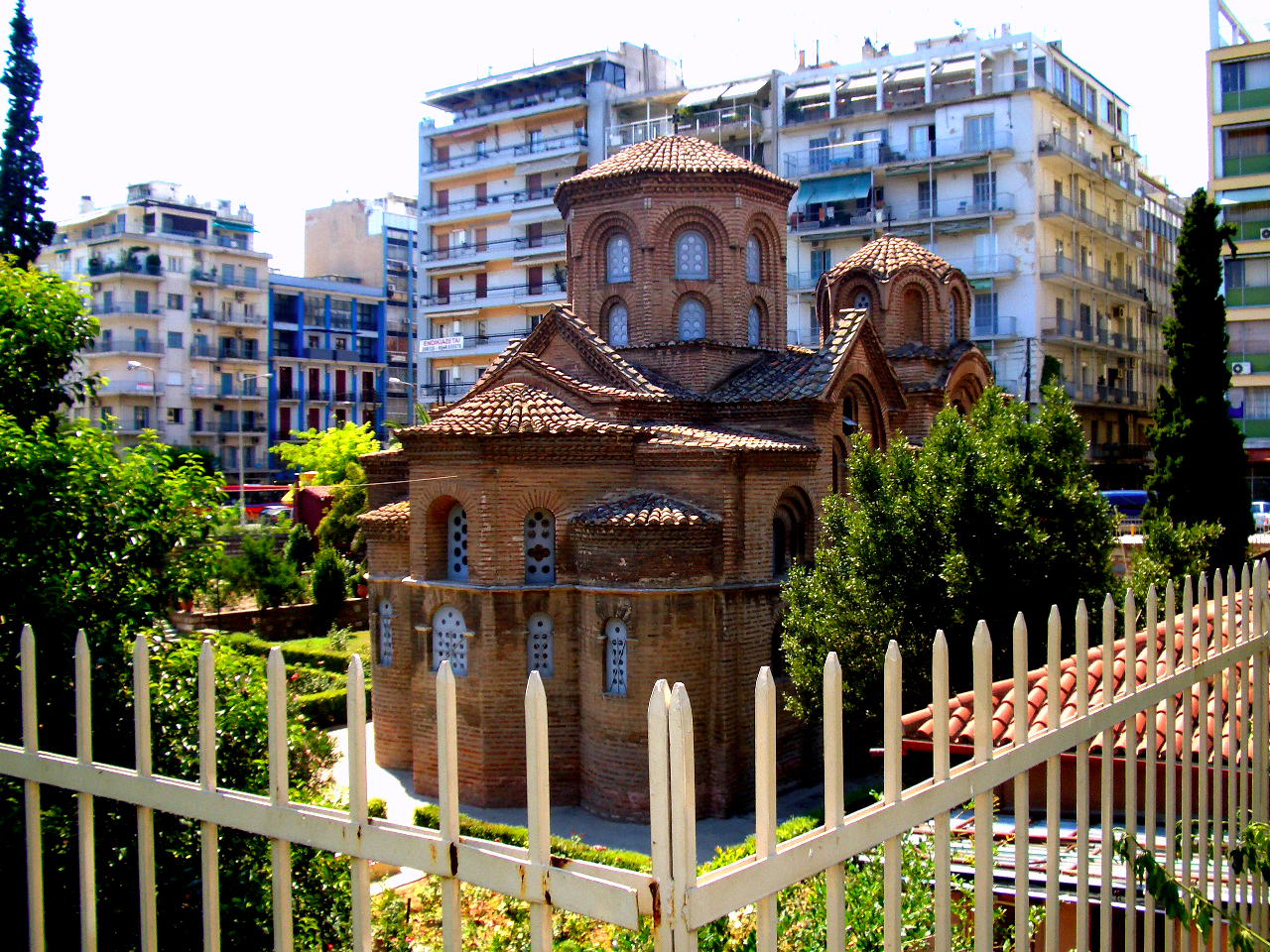
Chiesa di Panagia Chalkeon, esempio di chiesa a croce inscritta dell'XI secolo, a Salonicco.

Il termine croce inscritta (in francese église à croix inscrite, in tedesco Kreuzkuppelkirche e in inglese cross-in-square o crossed-dome) denota la forma architettonica dominante nelle chiese bizantine del medio e ultimo periodo. La prima chiesa con pianta a croce inscritta venne probabilmente costruita nell'VIII secolo, e la forma rimase in uso nel mondo ortodosso fino ai giorni nostri. In occidente, il primo progetto di Donato Bramante (1506) per la Basilica di San Pietro era a croce inscritta con cupola centrale e quattro cupole angolari.

## Architettura

### Forme architettoniche

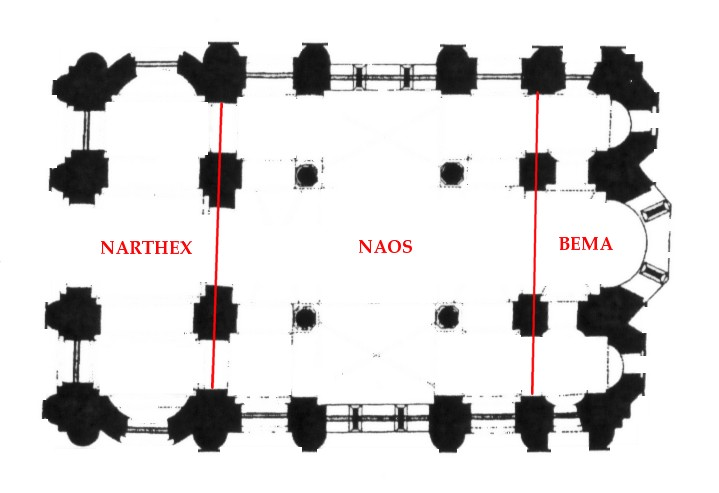
Pianta di una tipica chiesa a croce inscritta; basata sulla chiesa del X secolo, Myrelaion di Costantinopoli.

Una chiesa a croce inscritta è centrata attorno ad un naos quadrato diviso, in nove campate, da quattro colonne o pilastri. La campata centrale è normalmente più grande delle altre otto ed è sormontata da una cupola poggiata sulle colonne. Le quattro campate rettangolari che si dipartono da essa sono normalmente coperte da una volta a botte; queste sono le braccia della "croce" che è inscritta nel  "quadrato" del naos. Le quattro rimanenti situate negli angoli sono normalmente coperte da una volta a crociera. La gerarchia spaziale dei tre tipi di campate, dalla più grande centrale alle più piccole degli angoli, si rispecchia nell'elevazione dell'edificio; la cupola centrale è più alta delle coperture delle braccia della croce, che a loro volta sono più alte delle cupole che ricoprono le campate angolari.
Ad occidente del naos si trova il nartece, o ingresso, usualmente costituito da altre tre campate rispetto alla più occidentale zona del naos. Ad oriente si trova il bema, o presbiterio, spesso separato dal naos da un templon o, nelle chiese del tardo periodo, da una iconostasi. Il presbiterio è normalmente costituito da tre zone addizionali appoggiate alla zona più orientale del naos, ognuna delle quali termina con un'abside sormontata da una semi-cupola. L'abside centrale è più grande delle due laterali poste a nord e a sud. Il termine bema è normalmente riservato all'area centrale, mentre la sezione nord è conosciuta come prothesis e quella sud come diakonikon.
Anche se le evidenze delle architetture domestiche bizantine sono scarse, sembra che l'unità di base della chiesa a croce inscritta (nove campate divise da quattro colonne) è stata impiegata anche per la costruzione di saloni all'interno di strutture residenziali.

### Uso liturgico
L'articolazione architettonica degli spazi distinti di una chiesa a croce inscritta corrisponde alle loro funzioni distinte nella celebrazione della liturgia. Il nartece funge da sala d'ingresso, ma anche per particolari funzioni liturgiche, come il battesimo, e come luogo di sepoltura onorata (spesso, come nel caso della Chiesa della Martorana a Palermo, per i fondatori della chiesa). Il naos è lo spazio dove la congregazione si trova durante il servizio religioso. Il presbiterio è riservato ai sacerdoti. L'altare si trova nella campata centrale, o bema, che a volte è dotata di unsynthronon, o banco, dove prende posto il clero. La prothesis viene utilizzata per la preparazione dell'Eucaristia e il diakonikon come deposito dei paramenti liturgici e testi utilizzati nella celebrazione della liturgia.

### Varianti comuni

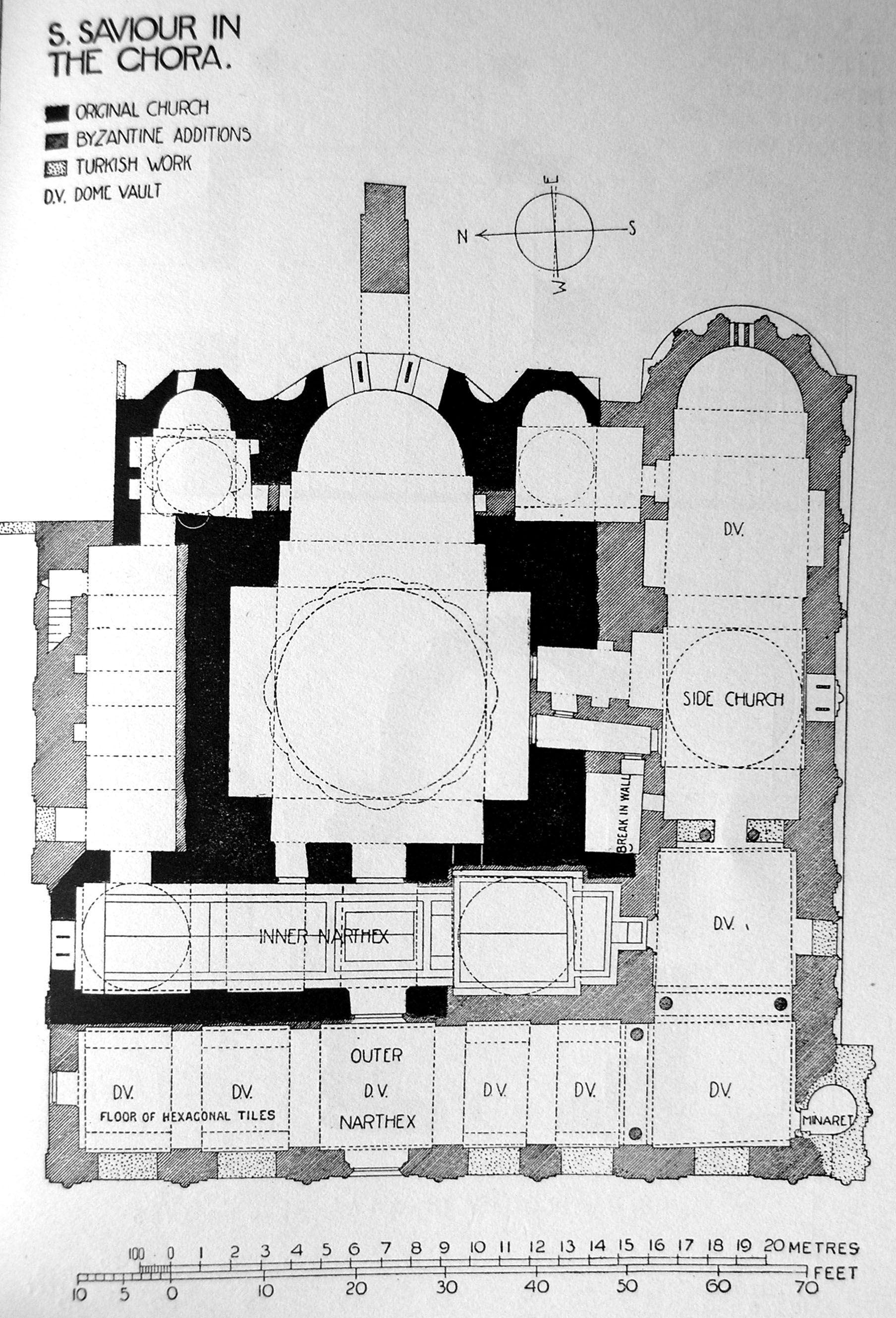
Pianta della Chiesa di San Salvatore in Chora a Costantinopoli.

La forma architettonica e le funzioni liturgiche descritte sopra corrispondono alla classica forma di chiesa a croce inscritta, che è visibile in numerosi monumenti (per esempio nella chiesa del Myrelaion a Costantinopoli). Comunque, questa forma classica costituisce una delle numerose varianti con cui è possibile realizzare una chiesa a croce inscritta.
Particolarmente nell'architettura dell'ultimo periodo bizantino, la pianta può essere addizionata da altre strutture periferiche. Un esempio è la Chiesa di San Salvatore in Chora a Costantinopoli. La pianta originale dell'XI secolo venne ampliata nel XIV con l'aggiunta di un secondo nartece ad occidente (esonartece, o nartece esterno) e da una cappella laterale (parekklesion) a sud, usata per i funerali. La pianta finale di molte altre chiese bizantine è il risultato di una successione diacronica di aggiunte ad un nucleo centrale a croce inscritta, ad esempio, Kalenderhane Camii a Costantinopoli, Çanlı Kilise in Cappadocia, e la Martorana di Palermo. Un'altra struttura sussidiaria abbastanza comune ma scomparsa era un campanile alla Kalenderhane, a San Salvatore in Chora e alla Martorana.

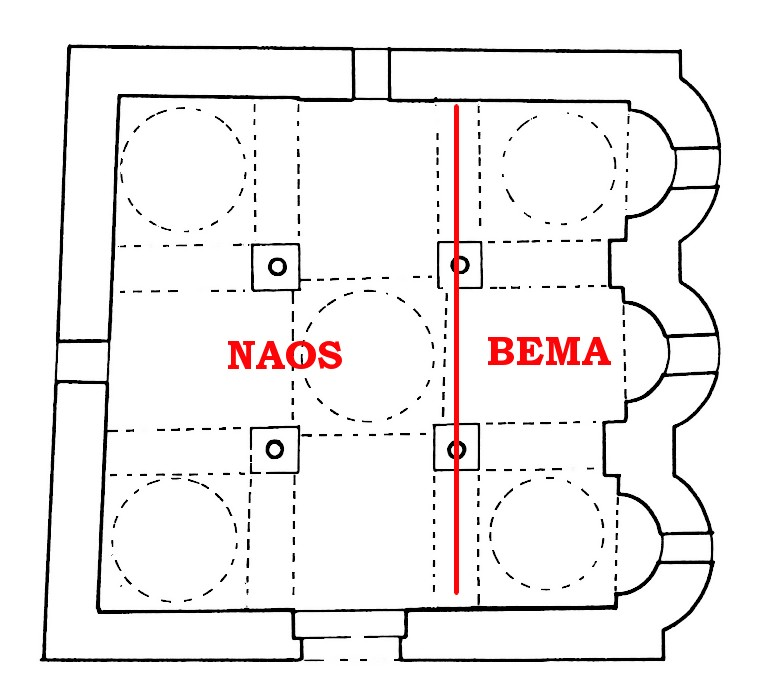
Pianta compatta di chiesa a croce inscritta, basata sulla Cattolica a Stilo.

D'altra parte, esistono esempi di piante ridotte ("compatte"), costruita senza nartece e con le tre absidi aggiunte direttamente alla parte orientale del naos. Questa pianta era particolarmente comune specialmente nel sud d'Italia, in Sicilia, e in Cappadocia. In questo tipo di chiese, la parete del templon era spesso eretta lungo l'asse delle due colonne esterne, includendo così le tre campate orientali nel presbiterio.
Una particolare importate variazione della pianta a croce inscritta è la cosiddetta pianta "Athonite" o "monastic", nella quale le campate rettangolari a nord e sud del naos si aprono in due absidi semi-circolari, dando alla chiesa la forma di tetraconch. Questa pianta, spesso tipica delle chiese monastiche, sembra sia stata sviluppata sul Monte Athos nell'XI secolo; le absidi laterali conferiscono uno spazio aggiuntivo per l'esecuzione di musica sacra antifonale da parte di due cori di monaci. Un importante esempio di questa tipologia al di fuori del Monte Athos è la Chiesa del Profeta Elia del XIV secolo, a Salonicco.

## Decorazioni

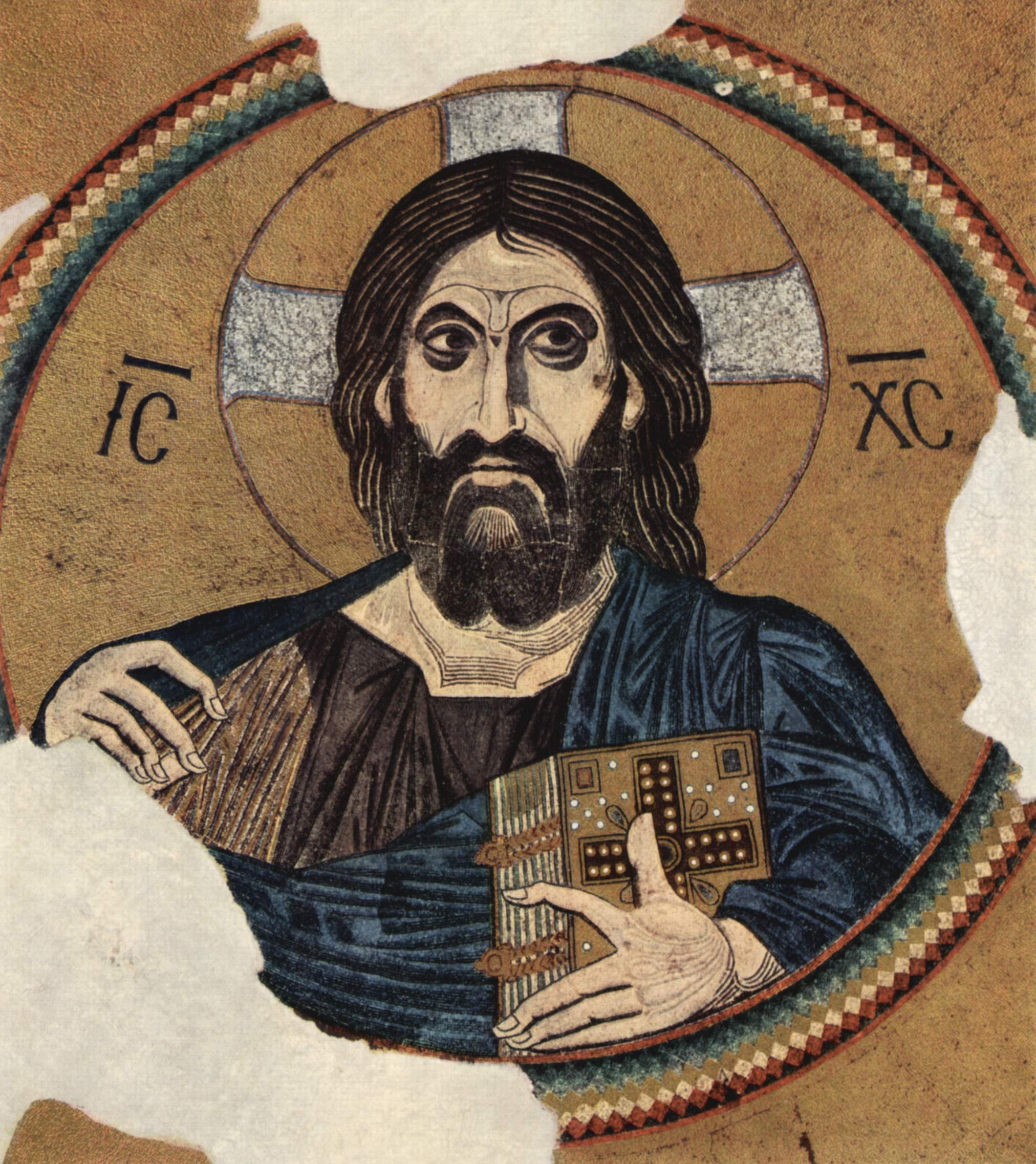
Cristo Pantocratore, sulla cupola del Monastero di Daphni.

La decorazione interna delle chiese a croce inscritta, solitamente realizzata in mosaico ma a volte anche in affresco, si è evoluta in stretta relazione con la sua architettura, e un sistema "classico" di decorazione può essere individuato, in particolare nelle grandi chiese monastiche dell'XI secolo (per esempio il Monastero di Daphni fuori Atene e il Monastero di Ossios Loukas a Distomo, in Beozia). Questo sistema è stato definito in un classico studio pubblicato nel 1940 da Otto Demus.
La decorazione musiva di chiesa a croce inscritta può essere suddivisa in tre zone definite dalla articolazione architettonica degli interni: una zona superiore, che abbraccia le cupole, le volte alte, e la conca dell'abside, una zona intermedia, tra cui le trombe, i pennacchi, e le parti superiori delle volte, e la zona più bassa, composta delle volte inferiore o secondarie e le parti inferiori delle pareti. La divisione tripartita ha un significato cosmografico: la zona più in alto corrisponde al cielo, la zona centrale al paradiso o alla Terra santa, e la zona più bassa al mondo terrestre.

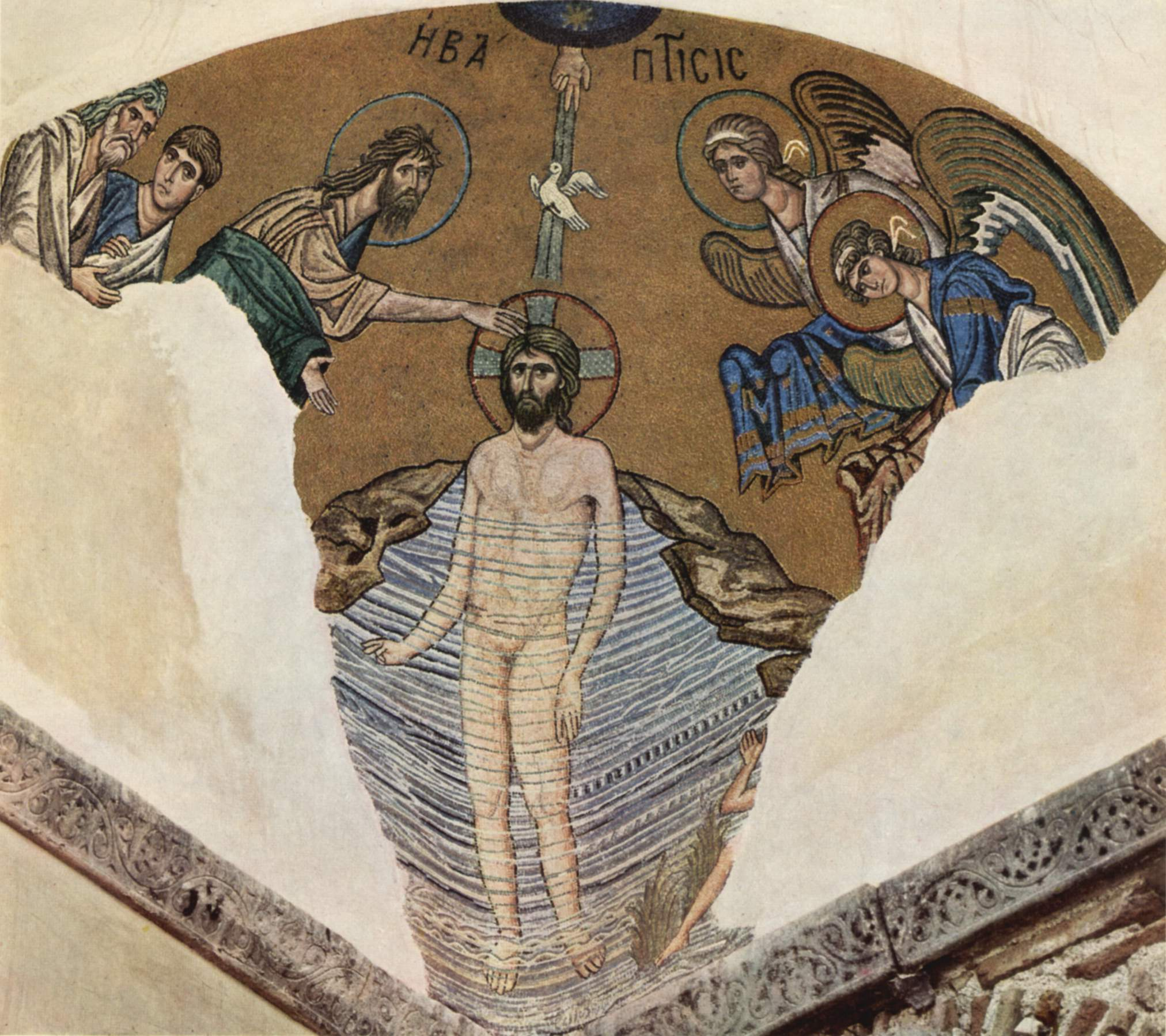
Il battesimo di Cristo, a Daphni. Le figure su entrambi i lati del Giordano, di fronte le une alle altre, attraverso lo spazio vuoto che diventa lo spazio della scena.

Nella zona più in alto, sono rappresentate solo le figure più sacre del cristianesimo (ad esempio Cristo, la Vergine e gli angeli) o le scene che sono direttamente legate al cielo. Per esempio, i mosaici della cupola centrale, quasi sempre rappresentano una delle tre scene: l'Ascensione, la Pentecoste o Cristo Pantocratore. La zona intermedia è dominata dalla rappresentazione di scene narrative della vita di Cristo (nascita, presentazione al Tempio, etc.). La zona inferiore è solitamente occupata da "cori di santi", per la maggior parte figure in piedi, che secondo le parole di Demus "condividono lo spazio" con la congregazione dei fedeli.
Nel sistema classico, i mosaici sono stati realizzati in modo da essere visti da occidente della chiesa, vale a dire, erano orientati verso lo spettatore, Secondo questa regola, gli spazi curvi delle volte erano impiegati per creare l'illusione dello spazio se visto dal punto di vista previsto. La decorazione della chiesa a croce inscritta era quindi integralmente legata alla sua architettura: "La chiesa bizantina è di per sé la 'immagine-spazio' delle icone. Essa è l'ideale iconostasi, è essa stessa, nel suo insieme, un'icona che da realismo alla concezione del divino ordine mondiale ".

## Origini e sviluppo

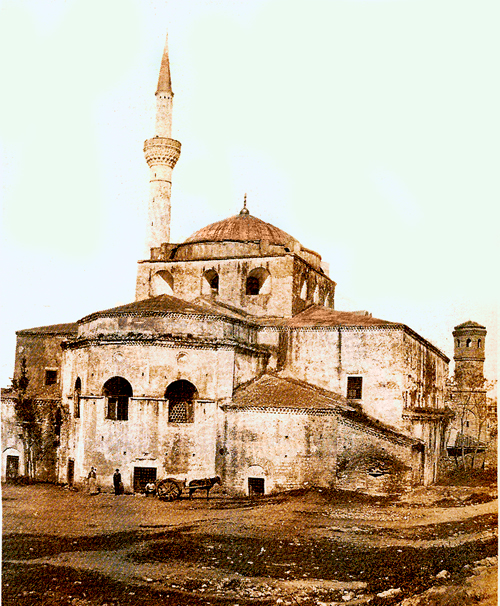
Basilica di Santa Sofia a Salonicco, un esempio di chiesa "cross-domed" spesso citato come precursore della croce inscritta.

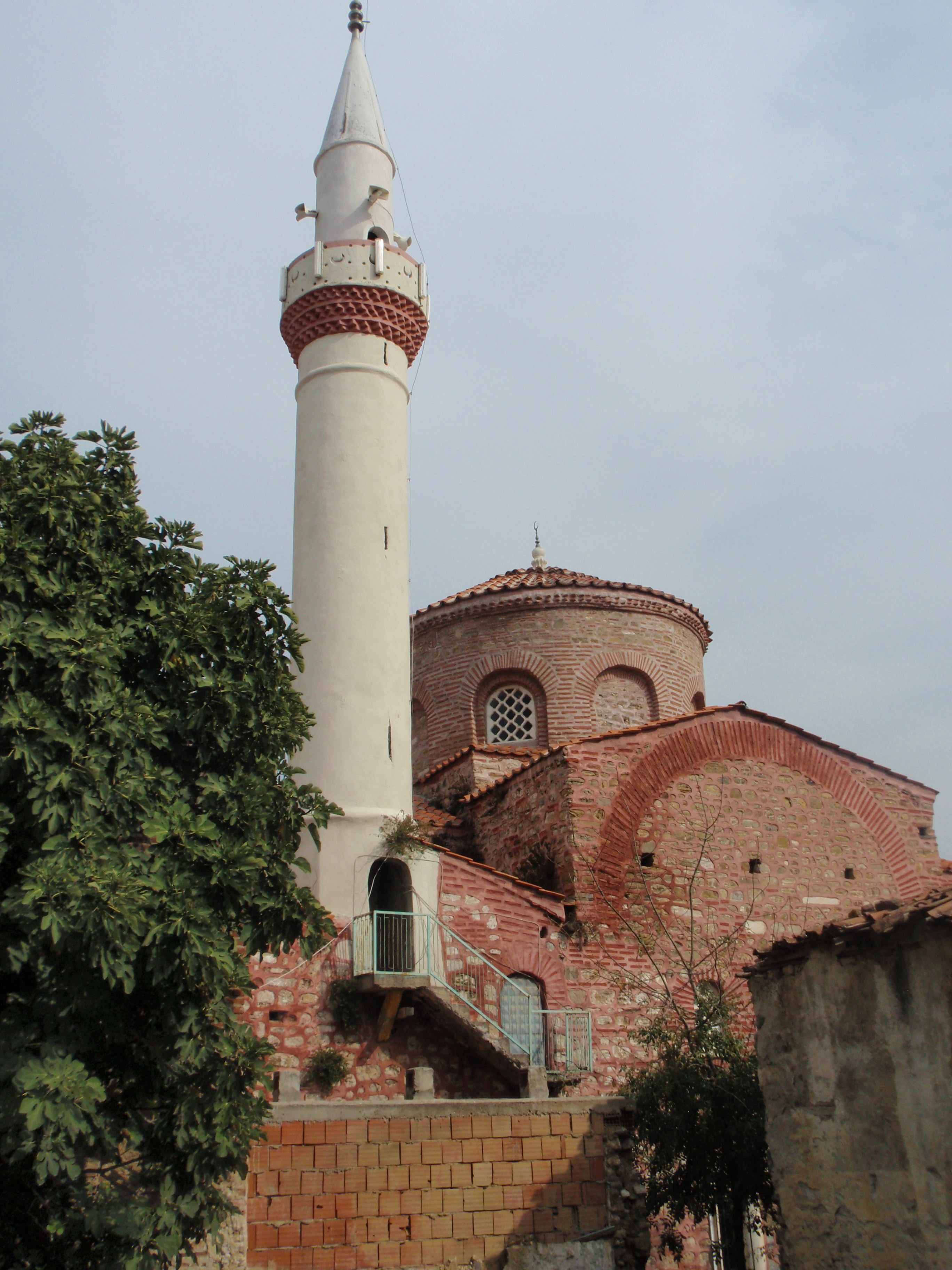
Fatih Camii a Trigleia di Bitinia

Le chiese a pianta inscritta si può dire che costituiscono uno sviluppo artistico unico del periodo centrale bizantino. Le prime chiese bizantine erano prevalentemente basilicali o centralmente pianificate (ad esempio chiese a croce tetraconch, ottagonali). La questione delle origini della croce inscritta ha impegnato gli storici dell'arte sin dalla seconda metà del XIX secolo, anche se nessuna ipotesi ha mai ricevuto il consenso unanime della comunità scientifica.
Secondo le prime ricerche sull'argomento la croce inscritta sarebbe derivata dalle chiese o dalla basiliche paleocristiane (un punto di vista sostenuto originariamente da Oskar Wulff e seguito da numerosi studiosi, tra cui Alexander van Millingen e Charles Diehl) o dalle chiese cruciformi dell'antichità (una teoria avanzata per primo da Josef Strzygowski e seguita poi da Gabriel Millet e André Grabar, fra gli altri). Secondo la teoria basilicale, gli edifici cruciali intermedi erano le cosiddette chiese "cross-dome" dei secoli VII e VIII (come Santa Sofia a Salonicco e la Chiesa del Koimesis a İznik), mentre seguendo la seconda ipotesi gli angoli delle chiese cruciformi vennero semplicemente "riempiti" (così come nel Monastero di Latomos a Salonicco).
Poiché la disciplina della storia dell'arte si è allontanata da un approccio evolutivo, la questione della "parentela" della croce inscritta si è po' affievolita, e l'attenzione si è rivolta alla datazione dei primi esempi pienamente sviluppati di questa tipologia. Significativa a questo proposito è la chiesa oggi nota come Fatih Camii a Trigleia di Bitinia (datata al IX secolo) e la cosiddetta "Chiesa H" a Side (probabilmente prima dell'800). È stato suggerito che la tipologia è stata sviluppata in un contesto monastico in Bitinia durante il tardo secolo VIII e l'inizio del IX; per esempio, la chiesa annessa al monastero Sakkudion, negli anni 780 da Teodoro Studita e suo zio Platone, anche se nota soltanto attraverso fonti letterarie, sembra avesse una pianta a croce inscritta.

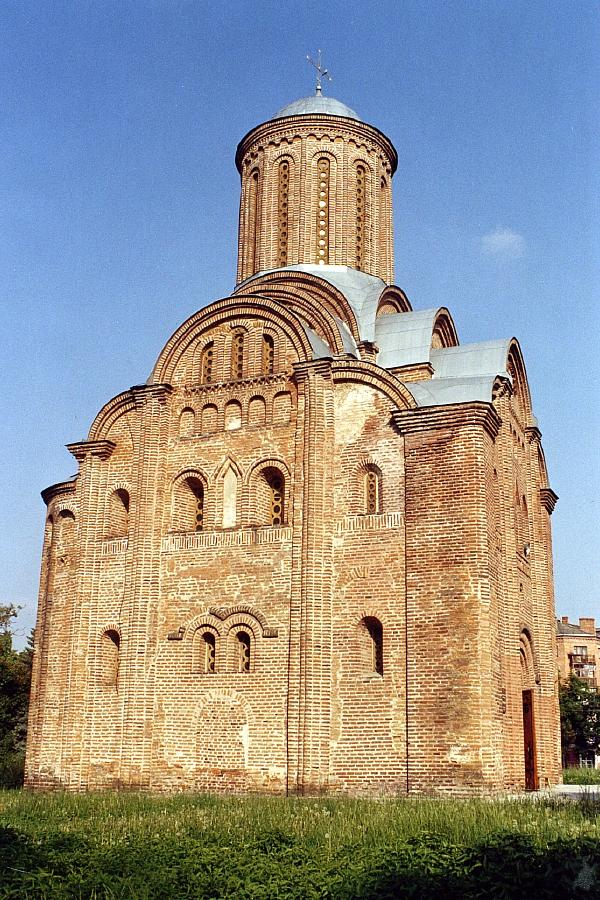
Chiesa di Santa Parasceva a Černihiv, in Ucraina. Costruita circa nel 1200; restaurata nel XX secolo.

Le influenze della Nea Ekklesia (Nuova Chiesa) nel Gran Palazzo di Costantinopoli, edificato intorno all'880, viene spesso descritta come cruciale come dominio della pianta a croce inscritta nel periodo medievale; peraltro, il palazzo non è pervenuto ai giorni nostri, la sua forma è molto discussa, e non vi è alcun segno certo che la sua pianta fosse a croce inscritta. Qualunque sia la ragione, la croce inscritta dominò la progettazione della chiesa-edificio dopo il IX secolo, forse in parte perché la sua scala relativamente modesta si adattava alla natura intrinsecamente "privata" di pietà bizantina. I risultati dell'ultima architettura bizantina sono stati descritti come "l'elaborazione di un tipo di chiesa che fu, a suo modo, perfetto." La quasi universale accettazione della pianta a croce inscritta nel mondo bizantino, non ha tuttavia implicato la stagnazione della creatività artistica, come le numerose varianti del tipo (sopra descritte) dimostrano. Queste variazioni sembrano rappresentare non tanto una evoluzione lineare delle forme, ma una serie di risposte sensibili a diversi fattori locali.
Già durante il Medioevo, la pianta a croce inscritta era diffusa ben oltre i confini politici dell'impero bizantino. Il tipo venne adottato, e sviluppato, in ambito medioevale russo (cioè in Rus'), e nei vari regni indipendenti dei Balcani settentrionali (ad esempio, nel Impero serbo.
La chiesa a croce inscritta sopravvisse anche al crollo politico dell'Impero bizantino, continuando a servire da modello per la costruzione delle chiese sia in Russia che nell'Impero ottomano ("post-bizantino"), nei Balcani e in Asia minore. Nei Balcani la pianta rimase comune fino circa 1700, in particolare la variazione "Athonita", un segno dell'importanza del mecenatismo monastico in questo periodo. Il mantenimento di questa tradizione architettonica, e la sua resistenza alle influenze turche e occidentali, è stato visto come un mezzo per preservare una identità unica per la Chiesa ortodossa. A partire dal XVIII secolo, una maggiore varietà di forme architettoniche sono state impiegate per la chiesa-edificio dell'Impero ottomano, tra un revival dei primi tipi di chiese cristiane (come ad esempio la basilica). Anche se l'architettura neobizantina dei secoli XIX e XX tendeva a disegnare un insieme eclettico di riferimenti storici, la pianta a croce inscritta ha giocato un ruolo importante nella formazione di "stili nazionali" nei nuovi stati post-ottomani (per esempio, nel tardo XIX secolo, le chiese della Serbia).